# Sunways Airlines
Sunways Airlines AB war eine schwedische Charterfluggesellschaft, die ihren Betrieb im Jahr 1997 eingestellt hat.

## Geschichte
Die Fluggesellschaft Sunways Airlines wurde am 30. Oktober 1994 als schwedisches Tochterunternehmen des türkischen Touristikkonzerns Tursem Group gegründet. Die Gesellschaft führte touristische Charterflüge von Skandinavien in den Mittelmeerraum sowie nach Großbritannien im Auftrag des schwedischen Reiseveranstalters Express Resor durch, der ebenfalls zur Tursem Group gehörte.  
Die Tursem Group betrieb zwar mit der türkischen Sunways Intersun bereits eine Fluggesellschaft, diese durfte aber aufgrund des geltenden Luftverkehrsrechts keine Flüge zwischen Staaten innerhalb der Europäischen Union ausführen, so dass die Gründung des schwedischen Tochterunternehmens erforderlich war. Der Flugbetrieb wurde am 22. Mai 1995 mit zwei geleasten Boeing 757 vom Flughafen Stockholm/Arlanda aufgenommen und im Anschluss auf andere Flughäfen in Schweden, Dänemark, Finnland und Norwegen ausgedehnt. Im März und Oktober 1996 erhielt die Gesellschaft je eine weitere Boeing 757, die auch auf Langstreckenflügen nach Afrika und Asien eingesetzt wurden.
Im September 1997 meldete der türkische Mutterkonzern Tursem Group sowie dessen schwedisches Tochterunternehmen Express Resor Insolvenz an. Die Sunways Airlines stellte daraufhin ihren Flugbetrieb noch im selben Monat ein.

## Abflughäfen und Zielorte
Sunways Airlines führte Charterflüge von Bergen, Billund, Göteborg, Helsinki, Jönköping, Kalmar, Kopenhagen, Kristiansand, Kuopio, Luleå, Örebro, Östersund, Oulu, Stavanger, Stockholm, Tampere, Trondheim, Umeå und Västerås durch.
Als Zielorte wurden unter anderem angeflogen: Agadir, Cardiff, Dubai, Fuerteventura, Goa, Gran Canaria, Hurghada, London-Gatwick, Luton, Manchester, 
Mombasa, Newcastle und Phuket.

## Flotte
- Boeing 757-200